# جين إليوت (كاتبة)
جين إليوت (بالإنجليزية: Jane Elliott)‏ هي ناشطة حقوق الإنسان وكاتبة سيناريو ومُدرسة أمريكية، ولدت في 27 مايو 1933 في ريسفيل في الولايات المتحدة.

## وصلات خارجية
- الموقع الرسمي
- جين إليوت على موقع IMDb (الإنجليزية)
- جين إليوت على موقع قاعدة بيانات الفيلم (الإنجليزية)